# Геладзе, Николай Васильевич
Николай Васильевич Геладзе (15 августа 1900, Грузия — 14 марта 1973) — паровозный машинист Тбилисского депо Закавказской железной дороги. Герой Социалистического Труда (1943).

## Биография
Родился 15 августа 1900 года в городе Тифлисе, с 1936 года — Тбилиси, столице Грузии в семье в семье сапожника. Семья была многодетная, и Николай смог проучиться в школе только 2 года, затем его устроили учеником к кузнецу.
В 1914 году подросток пришёл работать в депо станции Тифлис, три года был на побегушках, числясь учеником слесаря, затем сам слесарничал. В 1919 году добровольцем ушел в Красную Армию, участник гражданской войны. После демобилизации вернулся на железнодорожный транспорт, стал помощником машиниста в депо Кировоград, и в 1927 году машинистом. Вернулся в Тифлис, в депо в котором начинал трудовой путь.
В 1930 году принял в депо Тифлис старый паровоз Э 5197, досконально изучил конструкцию паровоза, произвел ряд ремонтов, привёл его в порядок. Через год стал перевыполнять план и экономить топливо. Весь мелкий ремонт машинист выполнял сам. Ни один деповский ремонт не проводился без его личного участия. В результате на втором Всесоюзном конкурсе спаренных бригад паровоз Э5197 по содержанию занял призовое место.
Ударно трудился на вождении нефтемаршрутов из Баку в Батум, систематически перевыполняет норму пробега, экономил топливо, не имел опозданий в пути, передавал свой опыт товарищам. Когда на Чиатурских копях скопились горы марганца, а многие машинисты депо Самтредиа отказывались водить тяжеловесы, Геладзе пришел на помощь. Он изучил горный профиль пути, сделал несколько пробных поездок. И вскоре из Шаропани в Поти спустился поезд весом в 1650 тонн, а нормой считалось 1200. Затем обучил самтредских машинистов.
Вскоре окончил курсы повышения квалификации, одним из первых в Закавказье отказался от толкачей на трудных перегонах. Когда в июле 1935 года на сети развернулось Кривоносовское движение, Геладзе стал одним из его инициаторов в своём депо. В 1936 году награждён орденом Трудового Красного Знамени, знаком «Почётному железнодорожнику».
Благодаря умелому управлению и уходу паровоз Геладзе без промывочного ремонта пробежал 29 тысяч 492 километра. Всё это время он водили поезда на высоких скоростях без аварий и брака в работе. За 15 лет работы предотвратил на горных дорогах шесть крушений поездов. В октябре 1937 года был назначен машинистом-инструктором. А вскоре наркомат назначил Н. В. Геладзе своим инспектором при депо Тбилиси по приёмке паровозов из ремонта. В 1938 году заслуженный железнодорожник был избран депутатом Верховного Совета Грузинской ССР.
В суровые годы войны продолжал работать на Закавказской магистрали. Не зная отдыха, он водил эшелоны с военными грузами, нефтемаршруты, санитарные составы. Широко используя лунинский метод ухода за локомотивом силами паровозной бригады обеспечил бесперебойную работу.
Указом Президиума Верховного Совета СССР от 5 ноября 1943 года «за особые заслуги в деле обеспечении перевозок для фронта и народного хозяйства и выдающиеся достижения в восстановлении железнодорожного хозяйства в трудных условиях военного времени» Геладзе Николаю Васильевичу присвоено звание Героя Социалистического Труда с вручением ордена Ленина и Золотой медали «Серп и Молот».
Высокая награда требовала ещё более ответственно относиться к своим должностным обязанностям. 5 июня 1944 года Н. В. Геладзе назначили начальником паровозного депо Батуми, ему было присвоено звание инженер-майора тяги. Благодаря его исключительным организаторским способностям, умению сплотить коллектив депо, успешно справлялся с поставленными перед ним задачами.
В 1949 году он вернулся в депо Тбилиси, где продолжал работать машинистом-инструктором до 1964 года, хотя имел право уйти на заслуженный отдых ещё в 1955 году. В 1951 году награждён вторым орденом Ленина, много внимания уделял молодежи, подготовил десятки первоклассных машинистов.
Жил в столице Грузии городе Тбилиси. Скончался 14 марта 1973 года.
Награждён тремя орденами Ленина, Трудового Красного Знамени, медалями; двумя знаками «Почетному железнодорожнику».